# Driver Booster
Driver Booster はIObitが開発するMicrosoft Windowsのデバイスドライバを一括でアップデートするツールである。日本では株式会社エクサゴンが代理店を務めている。
無償のFREE版と有償のPRO版がある。

## 機能
プリンタードライバやディスプレイドライバ、 ネットワークカードドライバ、 サウンドカードドライバなど、システムにインストールされているドライバをスキャンし、新しいバージョンをダウンロード・インストールしてくれるツールである。
万が一、ドライバの更新でシステムが不安定になった場合に備えてシステムの復元ポイントを自動で作成する機能を備える。

## バージョン履歴
- 2013年7月30日、日本語版Driver Booster Beta2.0を公開[1]
- 2013年9月17日、日本語版Driver Booster V1.0を公開[2]
- 2013年11月27日、日本語版Driver Booster V1.1を公開[3]
- 2014年3月24日、日本語版Driver Booster V1.3を公開[4]
- 2014年10月30日、Driver Booster 2を公開[5]
- 2015年10月22日、Driver Booster 3を公開[6]
- 2016年1月29日、Driver Booster 3.2を公開[7]
- 2016年10月26日、Driver Booster 4を公開[8]
- 2016年12月8日、Driver Booster 4.1を公開[9]
- 2017年5月25日、Driver Booster 4.4を公開[10]
- 2017年10月26日、Driver Booster 5を公開[11]
- 2018年1月31日、Driver Booster 5.2を公開[12]
- 2018年9月27日、Driver Booster 6を公開[13]
- 2019年10月24日、Driver Booster 7を公開[14]
- 2020年9月、Driver Booster 8を公開
- 2021年10月26日、Driver Booster 9を公開[15]

## 評価
セキュリティソフトのESETなどは、Driver Boosterを「望ましくない可能性のあるアプリケーション」として警告ダイアログを表示する。パフォーマンスに悪影響を及ぼす可能性があるとして注意を呼び掛けている。
CHIP.deは、インストール時にAdvanced SystemCareをインストールしようとするとして注意を呼び掛けている。これはチェックボックスを外すことで拒否することはできる。